# Route nationale 705
Pour les articles homonymes, voir Route 705.
La route nationale 705 ou RN 705 était une route nationale française reliant Sarliac-sur-l'Isle à la RN 704.
À la suite de la réforme de 1972, la RN 705 a été déclassée en route départementale 705 (RD 705).

## Ancien tracé de Sarliac-sur-l'Isle à la RN 704 (D 705)
- Sarliac-sur-l'Isle
- Savignac-les-Églises
- Coulaures
- Saint-Pantaly-d'Excideuil
- Excideuil
- Saint-Médard-d'Excideuil
- RN 704, commune de Preyssac-d'Excideuil